# Chance (Maryland)
Chance é uma Região censo-designada localizada no estado americano de Maryland, no Condado de Somerset.

## Demografia
Segundo o censo americano de 2000, a sua população era de 377 habitantes.

## Geografia
De acordo com o United States Census Bureau tem uma área de
6,7 km², dos quais 4,5 km² cobertos por terra e 2,2 km² cobertos por água.

## Localidades na vizinhança
O diagrama seguinte representa as localidades num raio de 16 km ao redor de Chance.